# Couloubrier
Le Couloubrier est une rivière du département français du Var, à l'est du Massif des Maures, et un affluent du fleuve l'Argens. Le vallon du Couloubrier-Sud est un affluent du Préconil.
Couloubrier vient du provençal “coulòbri” qui signifie “couleuvre”, et fait référence à ses courbes sinueuses (ainsi qu'à celles des riveraines :<); On y trouve réellement des couleuvres!
Le Couloubrier-Sud a façonné depuis des millénaires de magnifiques statues dans ses gneiss. 
Il forme de magnifiques Oueds à Lauriers roses, de très belles vasques, et ses berges sablonneuses abritent de nombreuses espèces protégées comme les Isoetes, romulées, Tortues d'Hermann...

## Géographie
La longueur de son cours d'eau est de 14,2 kilomètre.
Le Couloubrier prend sa source au Col de Gratteloup, pour se jeter en rive droite dans l'Argens, au sud de la commune du Muy, après avoir longé la commune de Plan-de-la-Tour.
Au même col de Gratteloup, un autre Couloubrier, dénommé vallon du Couloubrier, s'écoule vers le sud jusqu'à sa confluence avec le Préconil qui se jette dans la Méditerranée entre la pointe de la Croisette et le port de Sainte Maxime. 

### Communes et cantons traversés
Dans le seul département du Var (83), le Couloubrier traverse les deux seules communes, de l'amont vers l'aval, de Sainte-Maxime (source) et Le Muy (confluence).
Le vallon du Couloubrier-Sud ne traverse que la commune de Sainte Maxime sur une distance de 6km jusqu'à sa confluence avec le Préconil qui se jette à la mer 4km plus loin.

### Bassin versant
Le Couloubrier traverse une seule zone hydrographique 'L'Argens de l'Aille à la Nartuby' (Y522) de 2 074 km2 de superficie.
Le vallon du Couloubrier-Sud traverse la zone hydrographique 'Côtiers de la Giscle à L'Argens' (Y545) de 121 km2.

## Affluents
Le Couloubrier a cinq affluents référencés :
- le Couraou,
- le Vallon des Baguiers,
- le vallon de Serrelong,
- le Vallon le Marri Ruisseau, de rang de Strahler trois,
- le Vallon de l'Argentière, de rang de Strahler deux,

Le rang de Strahler est donc de quatre.